# Тура до Стразбура
Тура до Стразбура, део студентских протеста у Србији, била je протестна бициклистичка акција српских студената који су путовали од Новог Сада до Стразбурa, односно до средишта Савета Европе. Савет Европе је основан 1949. године са циљем заштите људских права, демократије и владавине права, у чијем оквиру делује Европски суд за људска права.

## Позадина
Студентске блокаде отпочињу у знак протеста због напада на студенте који су дешавали у току простестних 15 минута ћутања због пада надстрешнице у Новом Саду 1. новембра 2024. године у којој је погинуло 16 људи и деце и нереаговања српских институција, њених неправилности и корупције. Железничка станица изграђена је 1964. године, док се реновирање завршило 2024. године, исте године кад долази до урушавања, што указује на бројне неправилности при радовима и у самом систему. Студенти у блокади организовали су бројне велике протесте: један од највећих у Београду, у Новом Саду, Крагујевцу, Нишу, итд. Данима су шетали до поменутих градова, пролазили су и кроз најмања места, а неки од њих су и возили бицикле.
Као повод за бициклистичку акцију до Стразбура наводе кршење људских права и изостанак реакција надлежних институција до данас. Њихова мисија је, како кажу да свет сазна истину о Србији, као и да европске институције реагују и изврше притисак на власт. Такође желе да привуку пажњу светских медија, успоставе међународну студентску сарадњу са студентима из универзитетских градова кроз које пролазе и покажу истрајност у борби за правду.

## Бициклистичка тура
Полазак из Новог Сада је био 3. априла, 24 сата пред Дан студената, а потом коначни долазак у Стразбур 15. априла 2025. године. Осамдесеторо студената је прошло кроз градове као што су Суботица, Будимпешта, Линц, Минхен, а у Бечу се због српске дијаспоре очекивао посебан дочек. Студенти су дневно прелазили око 100 километара, укупно прелазећи више од 1.400 километара. Наиме, у плану је било да се Савету Европе предају документи и извештаји о кршењу људских права у Србији. Поред тога, обратиће се и Европској унији, Европском парламенту, Европској комисији, Директорату за демократију и људско достојанство и Агенцији ЕУ за основна права. Студенти су поделили информацију да су им се јавили посланици Европског парламента који су изразили спремност да дочекају студенте.
Студенте је пратила саобраћајна полиција, аутомобил који је био испред њих и пејсмејкер-бициклиста који има дужност да диктира темпо, али и више домаћих и иностраних медија. Такође су имали пратњу једног комбија са потрепштинама и тима лекара Медицинског факултета Универзитета у Новом Саду и Клиничког центра Војводине.
Петину укупног броја бициклиста су чиниле девојке, а већину студенти Факултета спорта и физичког васпитања, који су већ имали сличне туре по градовима Србије. Међу њима су представници Новосадског, Београдског, Нишког и Крагујевачког универзитета. Са студентима бициклом је кренуо и председник Адвокатске коморе Војводине Владимир Бељански, водитељ-репортер Радован Сератлић, али и сомборска средњошколка и врбаски гимназијалац. Како би се проверила физичка спремност учесника, одржане су тест вожње у разним градовима Србије.
Грађани су прикупљали донације за бициклисте, најпре се новац давао у готовини искључиво Ректорату Универзитета у Новом Саду, а потом је отворен и банковни рачун. Посебну донаторску акцију под називом Точкови за точкове спровели су бајкери и пољопривредници.

## Долазак у Стразбур
Бициклисти су у Стразбур дошли 15. априла 2025, где је био организован свечани дочек студената и где их је дочекала заменица градоначелника Стразбура, следећег дана су обишли зграде Европског парламента, Савета Европе и Европског суда за људска права, чиме су и предали своја писма упућена тим институцијама док је једно писмо било упућено председнику Француске Емануелу Макрону. У Савету Европе, писмо је примио заменик генералног секретара Бјорн Берге у којем је био описан развој догађаја у Србији од пада надстрешнице Железничке станице Нови Сад. Берге је истакао да је тој организацији битно да укључе младе у свој рад.
У седишту Европског парламемта, студенте су дочекали европосланици Ирена Јовева из Словеније, Гордан Босанац из Хрватске и Фабиен Келер из Француске, Гордан Босанац је рекао да ће европарламентарци пренети писмо студената председници парламемта. Фокус разговора са европарламентарцима је био коришћење звучног топа на грађане током протеста 15. за 15 чиме су предана и сведочанства људи који су доживели различите тегобе због наводног коришћења звучног топа.
Истог дана је био најављен протестни маратон до Брисела, са планираним поласком 25. априла из Новог Сада са 16 тркача, а долазак у Брисел ће бити 11. маја,планиран је и обилазак институција у Стразбуру 7. маја. Циљ маратона је предаја писама Европском парламенту који ће заседати у мају где ће се расправљати и ситуација у Србији.